# Obudua
Obudua is een geslacht van wantsen uit de familie van de Miridae (blindwantsen). Het geslacht werd voor het eerst wetenschappelijk beschreven door Rauno E. Linnavuori in 1974.

## Soorten
Het genus bevat de volgende soorten:

- Obudua decellei Akingbohungbe, 1979
- Obudua eckerleini Akingbohungbe, 1979
- Obudua longipedes Akingbohungbe, 1979
- Obudua schmitzi Akingbohungbe, 1979
- Obudua theognis Linnavuori, 1974
- Obudua urania Linnavuori, 1996